# Rhene facilis
Rhene facilis là một loài nhện trong họ Salticidae.
Loài này thuộc chi Rhene. Rhene facilis được Wanda Wesołowska & Anthony Russell-Smith miêu tả năm 2000.